# Municipio de Goshen (condado de Belmont)
El municipio de Goshen (en inglés: Goshen Township) es un municipio ubicado en el condado de Belmont en el estado estadounidense de Ohio. En el año 2010 tenía una población de 3147 habitantes y una densidad poblacional de 33,33 personas por km².

## Geografía
El municipio de Goshen se encuentra ubicado en las coordenadas 39°59′23″N 81°4′00″O / 39.98972, -81.06667. Según la Oficina del Censo de los Estados Unidos, el municipio tiene una superficie total de 94.42 km², de la cual 93,44 km² corresponden a tierra firme y (1,04 %) 0,98 km² es agua.

## Demografía
Según el censo de 2010, había 3147 personas residiendo en el municipio de Goshen. La densidad de población era de 33,33 hab./km². De los 3147 habitantes, el municipio de Goshen estaba compuesto por el 97,62 % blancos, el 0,29 % eran afroamericanos, el 0,29 % eran amerindios, el 0,22 % eran asiáticos, el 0,06 % eran isleños del Pacífico y el 1,53 % eran de una mezcla de razas. Del total de la población el 0,29 % eran hispanos o latinos de cualquier raza.